# Veseli hribovci
Veseli hribovci so bili narodnozabavni ansambel, ki je deloval sicer že od leta 1957, a so se na Radiu uradno pojavili šele leta 1959, in vse do leta 1979, ko je umrla mati vodje ansambla, Staneta Žnuderla.

## Delovanje
Ansambel je nastal leta 1957, istosmensko kot je nastala opereta Na planincah naših, ki so jo izvajali člani Kulturnega društva Vič. Vodja ansambla je bil od začetka do konca Stane Žnuderl, profesor in ravnatelj na Glasbeni šoli Vič kar 25 let.
V prvi zasedbi so igrali: Stane Žnuderl na harmoniki, Miran Binter na kitaro, Lojze Sajko na basu, Igor Dekleva na klarinetu in Marko Udovič na citrah. Pela pa sta Jasna Sviligoj in Luka Lenasi.
Prve posnetke je ansambel naredil leta 1959 na Radiu Ljubljana, kmalu pa so jih povabili v oddaje kot so bile npr. Za naše pomorščake in pa Četrtkov večer domačih pesmi in napevov. Pozneje so nastopali med prvimi tudi na televizijskih oddajah, tekmovalnih oddajah in pa dobrodelnih koncertih.
Skladbe so pozneje na radiu posneli v drugačni sestavi; vodja Stane Žnuderl na harmoniki, kitaro Ludvik Trškan, Jože Kušar klarinet, Tone Perko na trobenti (pozneje ga je zamenjal študent Miha Štalec, še pozneje pa je trobento igral Pavle Oman) in pa na tubo je igral Avguštin Fabijan, pela pa sta Ivanka Mrak in Peter Ambrož (član Slovenskega okteta).
V 14 letih delovanja so imeli po Sloveniji več kot 1000 koncertov, bili so eni izmed prvih, ki so po Avsenikih odšli igrat v tujino, tam se jih je prijelo ime Die lustigen Bergsteiger.
V letih 1962-1964 so posneli več plošč za nemško založbo Tempo, skupno 78 skladb. Doma so dvakrat sodelovali na ljubljanski Kmečki ohceti, potem na finalni prireditvi v hali Tivoli, decembra 1963 pa v beograjskem hotelu Slavija ambasadorjem v Jugoslaviji, na Števerjanu so nastopili dvakrat, prvič leta 1973 drugič pa 1975. Za koračno polko Števerjan so prejeli nagardo občinstva.
Žnuderl je napisal okoli 300 melodij in 50 besedil, doma so posneli 3 plošče v tujini pa 7. Ansambel je prenehal delovati leta 1979, ko je umrla Žnuderlova mati.